# Ancyropyge
Ancyropyge – rodzaj stawonogów z wymarłej gromady trylobitów, z rzędu Corynexochida.
Żył w okresie środkowego środkowego dewonuu (eifel – żywet).